# Atletism la Jocurile Olimpice de vară din 2000 - 1.500 m (feminin)
Proba de 1.500 de metri feminin de la Jocurile Olimpice de vară din 2000 a avut loc în perioada 27-30 septembrie 2000 pe stadionul Australia.

## Recorduri
Înaintea acestei competiții, recordurile mondiale și olimpice erau următoarele:
| Record  | Atletă           | Timp    | Loc                 | Data               |
| ------- | ---------------- | ------- | ------------------- | ------------------ |
| Mondial | Qu Yunxia (CHN)  | 3:50,46 | Beijing, China      | 11 septembrie 1993 |
| Olimpic | Paula Ivan (ROU) | 3:53,96 | Seul, Coreea de Sud | 1 octombrie 1988   |

## Rezultate

### Calificări
S-au calificat primele șase atlete din fiecare serie (C) și următoarele atlete cu cei mai buni 6 timpi (c). 

#### Seria 1
| Loc | Atletă              | Țară                       | Culoar | Timp    | Note |
| --- | ------------------- | -------------------------- | ------ | ------- | ---- |
| 1   | Suzy Favor Hamilton | Statele Unite ale Americii | 15     | 4:08,08 | C    |
| 2   | Anna Jakubczak      | Polonia                    | 1      | 4:08,13 | C    |
| 3   | Gabriela Szabo      | România                    | 14     | 4:08,33 | C    |
| 4   | Süreyya Ayhan       | Turcia                     | 5      | 4:08,37 | C    |
| 5   | Carla Sacramento    | Portugalia                 | 12     | 4:08,41 | C    |
| 6   | Helen Pattinson     | Marea Britanie             | 7      | 4:08:80 | C    |
| 7   | Margaret Crowley    | Australia                  | 13     | 4:08,85 | c    |
| 8   | Anita Weyermann     | Elveția                    | 6      | 4:09,28 | c    |
| 9   | Liudmila Rogachova  | Rusia                      | 9      | 4:09,81 | c    |
| 10  | Mardrea Hyman       | Jamaica                    | 4      | 4:10,21 | c    |
| 11  | Abebech Negussie    | Etiopia                    | 2      | 4:15,52 |      |
| 12  | Julia Sakara        | Zimbabwe                   | 3      | 4:21,94 |      |
| 13  | Tetiana Kryvobok    | Ucraina                    | 11     | 4:22,11 |      |
| 14  | Shazia Hidayat      | Pakistan                   | 8      | 5:07,17 |      |
|     | Leah Pells          | Canada                     | 10     | NT      |      |

#### Seria 2
| Loc | Atletă              | Țară                       | Culoar | Timp    | Note |
| --- | ------------------- | -------------------------- | ------ | ------- | ---- |
| 1   | Violeta Szekely     | România                    | 11     | 4:10,18 | C    |
| 2   | Lidia Chojecka      | Polonia                    | 10     | 4:10,34 | C    |
| 3   | Kelly Holmes        | Marea Britanie             | 6      | 4:10,38 | C    |
| 4   | Veerle Dejaeghere   | Belgia                     | 2      | 4:10,68 | C    |
| 5   | Sabine Fischer      | Elveția                    | 13     | 4:10,78 | C    |
| 6   | Seloua Ouaziz       | Maroc                      | 8      | 4:10:82 | C    |
| 7   | Marla Runyan        | Statele Unite ale Americii | 3      | 4:10,83 | c    |
| 8   | Georgie Clarke      | Australia                  | 1      | 4:11,74 | c    |
| 9   | Toni Hodgkinson     | Noua Zeelandă              | 9      | 4:12,59 |      |
| 10  | Naomi Mugo          | Kenya                      | 7      | 4:13,18 |      |
| 11  | Hareg Sidelil       | Etiopia                    | 5      | 4:14,05 |      |
| 12  | Natalia Rodriguez   | Spania                     | 4      | 4:22,82 |      |
| 13  | Daniela Kuleska     | Macedonia                  | 14     | 4:33,50 |      |
|     | Svetlana Masterkova | Rusia                      | 12     | NT      |      |

#### Seria 3
| Loc | Atletă              | Țară                       | Culoar | Timp    | Note |
| --- | ------------------- | -------------------------- | ------ | ------- | ---- |
| 1   | Kutre Dulecha       | Etiopia                    | 4      | 4:09,88 | C    |
| 2   | Nouria Mérah-Benida | Algeria                    | 1      | 4:10,24 | C    |
| 3   | Hayley Tullett      | Marea Britanie             | 5      | 4:10,58 | C    |
| 4   | Elena Iagăr         | România                    | 8      | 4:11,35 | C    |
| 5   | Nuria Fernandez     | Spania                     | 13     | 4:11,46 | C    |
| 6   | Irina Krakoviak     | Lituania                   | 6      | 4:11:57 | C    |
| 7   | Sinead Delahunty    | Irlanda                    | 14     | 4:11,75 |      |
| 8   | Fatma Lanouar       | Tunisia                    | 11     | 4:11,87 |      |
| 9   | Shayne Culpepper    | Statele Unite ale Americii | 12     | 4:12,52 |      |
| 10  | Natalia Gorelova    | Rusia                      | 9      | 4:12,84 |      |
| 11  | Sarah Jamieson      | Australia                  | 3      | 4:12,90 |      |
| 12  | Helena Javornik     | Slovenia                   | 10     | 4:18,18 |      |
| 13  | Silvia Felipo       | Andorra                    | 2      | 4:45,32 |      |
|     | Hasna Benhassi      | Maroc                      | 7      | NS      |      |

### Semifinale
S-au calificat primele cinci atlete din fiecare semifinală (C) și următoarele atlete cu cei mai buni 2 timpi (c). 

#### Semifinala 1
| Loc | Atletă              | Țară                       | Culoar | Timp    | Note |
| --- | ------------------- | -------------------------- | ------ | ------- | ---- |
| 1   | Nouria Mérah-Benida | Algeria                    | 6      | 4:05,24 | C    |
| 2   | Suzy Favor Hamilton | Statele Unite ale Americii | 2      | 4:05,25 | C    |
| 3   | Hayley Tullett      | Marea Britanie             | 1      | 4:05,34 | C    |
| 4   | Kelly Holmes        | Marea Britanie             | 10     | 4:05,35 | C    |
| 5   | Lidia Chojecka      | Polonia                    | 12     | 4:05,78 | C    |
| 6   | Marla Runyan        | Statele Unite ale Americii | 1      | 4:06:14 | c    |
| 7   | Sabine Fischer      | Elveția                    | 4      | 4:06,67 | c    |
| 8   | Margaret Crowley    | Australia                  | 3      | 4:09,16 |      |
| 9   | Liudmila Rogachova  | Rusia                      | 5      | 4:09,18 |      |
| 10  | Nuria Fernandez     | Spania                     | 9      | 4:10,92 |      |
| 11  | Irina Krakoviak     | Lituania                   | 8      | 4:14,57 |      |
| 12  | Elena Iagăr         | România                    | 3      | 4:21,94 |      |

#### Semifinala 2
| Loc | Atletă            | Țară           | Culoar | Timp    | Note |
| --- | ----------------- | -------------- | ------ | ------- | ---- |
| 1   | Violeta Szekely   | România        | 8      | 4:06,60 | C    |
| 2   | Kutre Dulecha     | Etiopia        | 3      | 4:06,78 | C    |
| 3   | Anna Jakubczak    | Polonia        | 11     | 4:07,03 | C    |
| 4   | Gabriela Szabo    | România        | 12     | 4:07,38 | C    |
| 5   | Carla Sacramento  | Portugalia     | 7      | 4:07,65 | C    |
| 6   | Veerle Dejaeghere | Belgia         | 2      | 4:07:87 |      |
| 7   | Seloua Ouaziz     | Maroc          | 6      | 4:09,11 |      |
| 8   | Süreyya Ayhan     | Turcia         | 10     | 4:09,42 |      |
| 9   | Helen Pattinson   | Marea Britanie | 4      | 4:09,60 |      |
| 10  | Georgie Clarke    | Australia      | 1      | 4:10,99 |      |
| 11  | Mardrea Hyman     | Jamaica        | 5      | 4:14,20 |      |
| 12  | Anita Weyermann   | Elveția        | 9      | 4:30,80 |      |

### Finala
| Loc | Atletă              | Țară                       | Culoar | Timp    |
| --- | ------------------- | -------------------------- | ------ | ------- |
| 1   | Nouria Mérah-Benida | Algeria                    | 8      | 4:05,10 |
| 2   | Violeta Szekely     | România                    | 4      | 4:05,15 |
| 3   | Gabriela Szabo      | România                    | 11     | 4:05,27 |
| 4   | Kutre Dulecha       | Etiopia                    | 5      | 4:05,33 |
| 5   | Lidia Chojecka      | Polonia                    | 2      | 4:06,42 |
| 6   | Anna Jakubczak      | Polonia                    | 9      | 4:06,49 |
| 7   | Kelly Holmes        | Marea Britanie             | 12     | 4:08,02 |
| 8   | Marla Runyan        | Statele Unite ale Americii | 10     | 4:08,30 |
| 9   | Sabine Fischer      | Elveția                    | 7      | 4:08,84 |
| 10  | Carla Sacramento    | Portugalia                 | 1      | 4:11,15 |
| 11  | Hayley Tullett      | Marea Britanie             | 6      | 4:22,29 |
| 12  | Suzy Favor Hamilton | Statele Unite ale Americii | 3      | 4:23,05 |